# Karim Prince
Karim Prince est un acteur américain, né le 5 août 1974 à Oakland, en Californie (États-Unis).

## Filmographie
- 1997 : 413 Hope Street ("413 Hope St.") (série TV) : Melvin Todd (1997-1998)
- 1998 : Des hommes en blanc (Men in White) (TV) : Roy Dubro
- 1999 : Chimera House : Voiceover #1
- 1999 : Tomorrow by Midnight : Cosmo
- 1999 : Undressed (série TV) : Randall (1999: Season 1)
- 2000 : Malcolm (série) : Stanley (saison 1)
- 2000 à 2001 : FreakyLinks (série, 13 épisodes) : Jason Tatum
- 2001 : Comment fabriquer un monstre (How to Make a Monster) (TV) : Sol
- 2001 : Buffy contre les vampires : Dante, un des Chevaliers de Byzantium.
- 2002 : They Shoot Divas, Don't They? (TV)
- 2005 : Self Medicated : Steve